# فرشته (فیلم ۲۰۱۱)
«فرشته» (انگلیسی: Angel (2011 film)) یک فیلم است که در سال ۲۰۱۱ منتشر شد. از بازیگران آن می‌توان به آریونا ایرانی اشاره کرد.